# Saint-Ouen-de-la-Cour
Saint-Ouen-de-la-Cour era una comuna francesa situada en el departamento de Orne, de la región de Normandía, que el uno de enero de 2017 pasó a ser una comuna delegada de la comuna nueva de Belforêt-en-Perche al unirse con las comunas de Eperrais, La Perrière, Le Gué-de-la-Chaîne, Origny-le-Butin y Sérigny.

## Demografía
| Gráfica de evolución demográfica de Saint-Ouen-de-la-Cour entre 1800 y 2014 |
|                                                                             |

Los datos demográficos contemplados en este gráfico de la comuna de Saint-Ouen-de-la-Cour se han cogido de 1800 a 1999 de la página francesa EHESS/Cassini, y los demás datos de la página del INSEE.